# Georges Hoffmann
Pour les articles homonymes, voir Hoffmann.
Georges Hoffman, né le 1er septembre 1894 à Genève et mort le 29 octobre 1962, est un dramaturge, romancier et auteur suisse de roman policier et de science-fiction.

## Biographie
Il fait ses études au Collège Calvin de Genève, puis à l’École polytechnique fédérale de Lausanne.  Sa famille le destine à suivre les pas de son père, un essayeur juré fédéral en matière d’or et d’argent. Mais son diplôme en poche, le jeune Hoffmann monte plutôt à Paris et collabore à tous les grands journaux des années 1920. En 1930, il accepte, à la demande d’un de ses amis, d’assumer la  direction de la cartonnerie Tableaux Réclame de Bellegarde.  En 1947, il abandonne ce poste et retourne en Suisse pour devenir directeur de Radio-Genève.
Il amorce sa carrière littéraire en 1915 avec La Guerre sans ennemis, un roman de science-fiction.  Dans les années 1930, il reprend la plume pour faire paraître des romans policiers. C’est toutefois de retour en Suisse qu'il donne la pleine mesure de son talent en signant, souvent en collaboration, plusieurs courtes pièces radiophoniques, dont la série ayant pour héros le trio des détectives Roland Durtal, Gallois et Picoche, qui donnera lieu à une version romancée sous la forme d’un recueil de nouvelles en 1949. Certaines de ses comédies, comme La Sauce picrate et Chipo-chéri, ont été montées sur des scènes de Genève et Lausanne.
Georges Hoffmann, qui a été vice-président de la société romande des auteurs dramatiques, a également publié en 1938 un essai sur la musique, Stradivarius, l’enchanteur.

## Œuvre

### Romans policiers
- Les Faiseurs d’or, Paris, Librairie des Champs-Élysées, Le Masque no 104, 1932
- 6,35, Paris, Gallimard, coll. Détective, 1re série no 30, 1935
- Ada Bess, détective, Paris, Éditions de la Frégate, coll. Disque rouge no 1, 1943
- La Maison des sortilèges, Thonon, Ch. Grasset, coll. La Griffe no 1, 1945

### Science-fiction
- La Guerre sans ennemis, Genève, Édition Atar, 1915

### Nouvelles

#### Recueil de nouvelles  policières
- Les Aventures de Roland Durtal, Gallois, Picoche et Cie, Genève, Éditions du Seujet, 1949 (en collaboration avec Marcel de Carlini)

#### Nouvelle isolée
- Zone dangereuse, Paris, Opta, Mystère magazine no 34, novembre 1950

### Théâtre
- Dialogues intimes, Luxembourg, Meyer & Cie, coll. Le Mois théâtral, 1943
- Le Crime au clair de lune, Luxembourg, Meyer & Cie, coll. Le Mois théâtral no 163, 1948 (en collaboration avec Marcel de Carlini)
- La Lettre perdue, Luxembourg, Meyer & Cie, coll. Le Mois théâtral no 169, 1949 (en collaboration avec Dario Niccodemi et Gilbert Chapallaz)
- Le Mystère de la calanque, Luxembourg, Meyer & Cie, coll. Le Mois théâtral no 174, 1949 (en collaboration avec Marcel de Carlini)
- L’Égoïste, Luxembourg, Meyer & Cie, coll. Le Mois théâtral no 179, 1949 (en collaboration avec Géo-Henri Blanc et Jacques Vannier)
- Les Millions du père Bigorgne, Luxembourg, Meyer & Cie, coll. Le Mois théâtral no 188, 1950
- Mon oncle du Canada, Luxembourg, Meyer & Cie, coll. Le Mois théâtral no 205, 1952
- Minuit, Luxembourg, Meyer & Cie, coll. Le Mois théâtral no 215, 1952 (en collaboration avec Marcel de Carlini)
- La Sauce picrate suivi de Casco, Luxembourg, Meyer & Cie, coll. Le Mois théâtral no 222, 1953
- Chipo-chéri, Luxembourg, Meyer & Cie, coll. Le Mois théâtral no 231, 1954
- Comment t’appelles-tu ?, Luxembourg, Meyer & Cie, coll. Le Mois théâtral no 240, 1954
- Le Crime de Picoche, Luxembourg, Meyer & Cie, coll. Le Mois théâtral no 255, 1956
- J’ai régné cette nuit, Genève, Éditions Perret-Gentil, coll. Théâtre d’aujourd’hui no 3, 1967 (en collaboration avec Pierre Sabatier)
- Mort sans provision, Luxembourg, Meyer & Cie, coll. Le Mois théâtral no 264, 1956 (en collaboration avec Marcel de Carlini)

### Autre publication
- Stradivarius, l’enchanteur, Paris, Éditions des Gazettes, 1938

### Sources
- Jacques Baudou et Jean-Jacques Schleret, Le Vrai Visage du Masque, vol. 1, Paris, Futuropolis, 1984, 476 p. (OCLC 311506692), p. 243-244.
- Claude Mesplède (dir.), Dictionnaire des littératures policières, vol. 1 : A - I, Nantes, Joseph K, coll. « Temps noir », 2007, 1054 p. (ISBN 978-2-910-68644-4, OCLC 315873251), p. 982.